# Jarohněvický rybník
Jarohněvický rybník je vodní nádrž na řece Kyjovce na katastru města Dubňany. S plochou téměř 90 ha jde o největší rybník na povodí Kyjovky i v okrese Hodonín a jeden z největších v Jihomoravském kraji. Nazývá se podle blízké osady Jarohněvice.